# Куюрчак
Куюрчак (Койрічак, Кайриджак, Коїршик) (д/н — 1396) — хан Золотої і Білої Орд в 1395—1396 роках.

## Життєпис
Походив з династії Чингізидів, гілки Ордаїдів. Син Урус-хана. Вперше раз згадується у 1377 році під час боротьби його брата Токтакії проти хана Тохтамиша. Тоді Куюрчак носив титул оглана (царевича). Ймовірно після 1378 року втік до Самарканду, де невдовзі увійшов до почту чагатайського аміра Тимура.
1395 року брав участь у військовій кампанії Тимура проти Тохтамиша, зокрема у битві на річці Терек. За цим з загоном зайняв столицю Золотої Орди. Водночас внаслідок дій Тимура більшість міст та улусів було сплюндровано. Едигей, що мав вплив у Білій Орді, номінально визнав зверхність Куюрчака. Ситуація змінилася після повернення Тимура до Персії.
На той час Куюрчак ще не зміг повністю опанувати державою. Невдовзі зістикнувся з протистоянням небіжа Тимур-Кутлука, якого підтримав Едигей. Також знову виступив в західних улусах Тохтамиш. Десь напочатку 1396 року Куюрчак зазнав поразки й загинув.